# الدوري الجنوبي لكرة القدم 1912–13
الدوري الجنوبي لكرة القدم 1912–13 (بالإنجليزية: 1912–13 Southern Football League)‏ هو موسم من الدوري الجنوبي الممتاز. فاز فيه نادي بليموث أرجايل.